# آزخون جافان وطن
آزخون جافان وطن هو التصنيف السابع والأكثر شهرة لعارف القزويني. ويُعرف هذا التصنيف أيضاً باسم سر القلب أو زمن المرامة.
يشير موضوع هذا التصنيف إلى الأسطورة التي تقول أن زهور التوليب نمت من قطرات دم سياواش (أحد أبطال الشاهنامه). تظل رسالة هذه الأغنية، حتى بعد مرور قرن من الزمان، بارزة في الأدب السياسي للتاريخ الإيراني الحديث عند القوميين الفُرس.
وقد كتب عارف القزويني في ديوانه مقدمة لهذا التصنيف (نص مترجم):
أُلِّف هذا التصنيف خلال الدورة الثانية لمجلس الشورى الوطني في طهران. ونظرًا لحب حيدر خان عموغلي له، أُريد أن يُهدى هذا التصنيف إلى روحه الطاهرة. كُتب هذا التصنيف في بداية الثورة الدسْتورية الإيرانية تخليدًا لذكرى شهداء الحرية الأوائل.